# Seaca (Olt)
Seaca é uma comuna romena localizada no distrito de Olt, na região de Oltênia. A comuna possui uma área de  km² e sua população era de 2114 habitantes segundo o censo de 2007.